# Digitale Kompetenzen für das Lehramt in den Naturwissenschaften

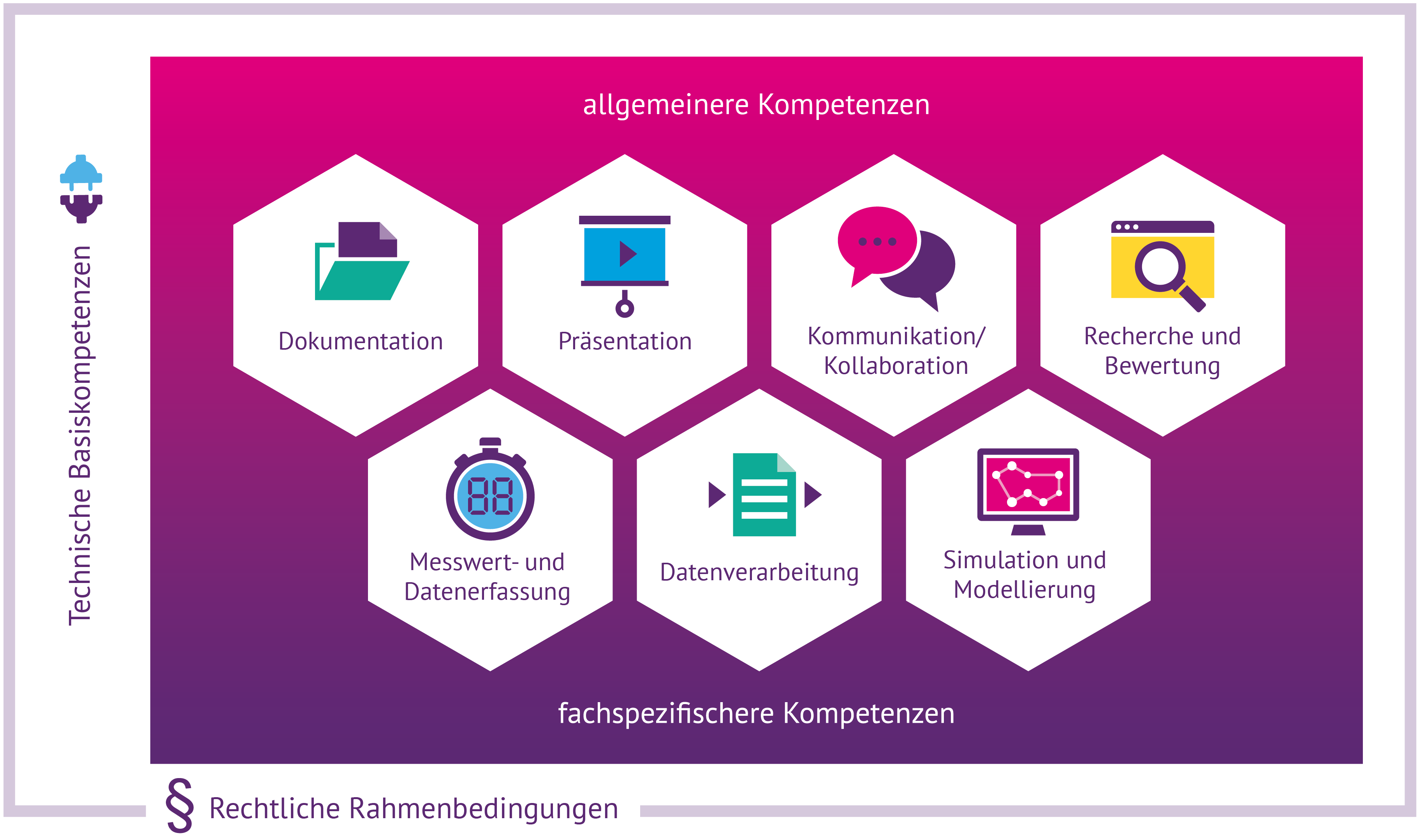
DiKoLAN – Digitale Kompetenzen für das Lehramt in den Naturwissenschaften

Digitale Kompetenzen für das Lehramt in den Naturwissenschaften (DiKoLAN) ist ein Ordnungsrahmen, innerhalb dessen in sieben zentralen Bereichen digitale Basiskompetenzen beschrieben werden, die Lehramtsstudierende der naturwissenschaftlichen Fächer bis zum Ende des Studiums erworben haben sollten.

## Hintergrund
Die zunehmende Digitalisierung der Gesellschaft impliziert die Integration digitaler Hilfsmittel in der Schule. Die Medienbildung ist also ein wesentlicher Teil der Schulbildung geworden. Mit dieser Entwicklung geht die Notwendigkeit medienspezifischer digitaler Kompetenzen einher, die sowohl Lernende als auch Lehrende erwerben müssen. DiKoLAN stellt in einem Orientierungsrahmen dar, welche digitalen Kompetenzen für das Unterrichten naturwissenschaftlicher Fächer notwendig sind. Entwickelt wurde DiKoLAN von der Arbeitsgruppe Digitale Basiskompetenzen im Kolleg Didaktik:digital der Joachim Herz Stiftung.
Das Konzept findet Eingang in die universitäre Lehramtsausbildung, beispielsweise an der Ludwig-Maximilians-Universität München oder der Universität Konstanz.

## Konzept
Der Einsatz digitaler Hilfsmittel im Unterricht bietet die Möglichkeit, eine Vielzahl neuer methodischer und inhaltlicher Elemente in den Schulunterricht zu integrieren. Um diesen Einsatz fachlich und didaktisch sinnvoll zu begründen, ist es unabdingbar, dass digitale Kompetenzen das fachdidaktische Wissen von Lehrkräften ergänzen. Die Autoren von DiKoLAN haben ausgehend von fachgemäßen Arbeitsweisen in den Naturwissenschaften die digitalen Anteile am naturwissenschaftlichen Arbeiten analysiert, um anschließend die Relevanz dieser digitalen Anteile für den schulischen Gebrauch zu hinterfragen. Dieses Vorgehen führt zu den im Orientierungsrahmen DiKoLAN enthaltenen allgemeineren Kompetenzbereichen (Dokumentation, Präsentation, Kommunikation/Kollaboration sowie Recherche und Bewertung) als auch für die Naturwissenschaften spezifischen Kompetenzbereichen (Messwert- und Datenerfassung, Datenverarbeitung sowie Simulation und Modellierung). Diese sieben zentralen Kompetenzbereiche werden flankiert von allgemeinen technischen Basiskompetenzen und sind eingebettet in rechtliche Rahmenbedingungen.
DiKoLAN besteht aus 9 verschiedenen Wissensbereichen:

### Dokumentation (DO)
Dokumentation beinhaltet die Nutzung digitaler Werkzeuge, um Daten und Informationen systematisch abzulegen und dauerhaft zu speichern. Diese individuelle Fertigkeit umfasst beispielsweise die Aufnahme, Bearbeitung und Einbindung von Fotos, Bildern oder Videos und deren fachgemäße Nutzung. Dokumentation erfordert auch die Fähigkeit, verschiedene Medien zu kombinieren und zu speichern, Informationen strukturiert zu sichern und zu archivieren, sowie die Fertigkeit, Abläufe und Sinnzusammenhänge darzustellen.

### Präsentation (P)
Der Kompetenzbereich Präsentation umfasst das Wissen über Grenzen und Potenziale unterschiedlicher digitaler Präsentationsmedien, um diese ziel- und adressatengerecht einzusetzen und so den Erkenntnis- und Kommunikationsprozess zu fördern.

### Kommunikation/Kollaboration (KK)
Kommunikation/Kollaboration beschreibt die zielgerichtete Nutzung digitaler Werkzeuge, um synchrones oder asynchrones Arbeiten alleine oder in Gruppen zu planen und durchzuführen. Wesentliche Bestandteile dieses Prozesses sind die Erstellung und Bearbeitung gemeinsamer Dateien, Produkte und Datenpools sowie der Einsatz von Systemen zur Planung und Umsetzung der Rechtevergabe.

### Recherche und Bewertung (RB)
Der Kompetenzbereich Recherche und Bewertung beinhaltet sowohl technische Fertigkeiten als auch die Fähigkeit, Suchziele zu definieren und digitale Werkzeuge einzusetzen, um Informationen zu gegebenen Themenbereichen oder Lösungen zu gestellten Fragen zu finden. Der Bereich umfasst außerdem auch die Struktur und Bewertung dieser ermittelten Informationen sowie der genutzten Informationsquellen selbst.

### Messwert- und Datenerfassung (MD)
Messwert- und Datenerfassung umfasst die mittel- oder unmittelbare Datenerhebung mit Hilfe digitaler Werkzeuge. Die Erhebung kann erfolgen, indem (Mess-)Daten eingegeben oder analoge Daten digitalisiert werden. Auch das Anfertigen von Bildern oder Filmen und die Auswertung dieser, um daraus Messwerte zu gewinnen, sind Teil des Kompetenzbereichs. Messwerte und Daten können außerdem auch digital mit Hilfe von Sonden, Sensoren und Programmen erhoben werden.

### Datenverarbeitung (DV)
Der Kompetenzbereich Datenverarbeitung beinhaltet die Fähigkeit, Daten mittels digitaler Werkzeuge zu filtern, aufzubereiten, zusammenzuführen. Außerdem können sie zur Berechnung neuer Größen oder für statistische Analyse digital weiterverarbeitet werden.

### Simulation / Modellierung (SM)
Simulation und Modellierung beschreibt die Fähigkeit, computergestützte Modellierungen zu erstellen. Außerdem ist der ziel- und adressatengerechte Einsatz digitaler Simulationen für den Erkenntnisgewinnungs- und Kommunikationsprozess ein wesentlicher Bestandteil des Kompetenzbereichs. Dieser umfasst des Weiteren auch das Wissen über Grenzen und Potenziale von Modellen und Simulationen in eben diesen Erkenntnisgewinnungs- und Kommunikationsprozessen.

### Technische Basiskompetenzen (TB)
Als technische Basiskompetenzen werden die grundlegenden Fähigkeiten und Fertigkeiten zusammengefasst, die benötigt werden, um funktionsfähige Arbeitsumgebungen für die Vorbereitung und Durchführung von Unterricht herzustellen. Dazu gehören auch gängige Verbindungssysteme, Schnittstellen und Steckerformate sowie kabellose Verbindungen.

### Rechtliche Rahmenbedingungen (RR)
Im Kompetenzbereich Rechtliche Rahmenbedingungen behandelt Lizenz- und Datenschutzbestimmungen, Alters- und Inhaltsbeschränkungen sowie Fragend des Urheberrechts.
Die Autoren des Orientierungsrahmen DiKoLAN haben die genannten Kompetenzbereiche mit Bezugnahme zu dem TPACK-Modell und dem DPaCK-Modell weiter ausdifferenziert und Kompetenzerwartungen für die einzelnen Bereiche definiert. Die einzelnen Kompetenzen werden in Hinblick auf die Schwerpunkte Unterrichten, Methodik und Digitalität, fachwissenschaftlicher Kontext sowie spezielle Technik genauer beschrieben. Dabei wird außerdem nach den Kompetenzniveaus Nennen, Beschreiben und Anwenden/Durchführen unterschieden.
Ein Basisartikel über DiKoLAN wurde zusammen mit 23 Beschreibungen von Lehrvorhaben in der universitären Lehrkräftebildung von der Joachim Herz Stiftung publiziert.